# Ischyropalpus occidentalis
Ischyropalpus occidentalis is een keversoort uit de familie snoerhalskevers (Anthicidae). De wetenschappelijke naam van de soort is voor het eerst geldig gepubliceerd in 1890 door Champion.